# The Rookies
The Rookies (títol original en xinès, 素人特工) és una pel·lícula d'acció xinesa escrita i dirigida per Alan Yuen, protagonitzada per Wang Talu, Sandrine Pinna, Milla Jovovich, Xu Weizhou i Liu Meitong. El rodatge va tenir lloc a Hongria i la Xina. Es va estrenar a la Xina el 12 de juliol de 2019. La pel·lícula va ser un fracàs de taquilla, només va recaptar uns 3 milions de dòlars. S'ha doblat i subtitulat al català.